# Cadimare
Cadimare (Cadamà in dialetto spezzino) è una frazione di 900 abitanti nel comune della Spezia e una delle tredici borgate marinare del Golfo della Spezia.

## Geografia fisica
Situato nella parte occidentale del golfo, Cadimare è la terza località che si incontra procedendo da La Spezia verso Portovenere, dopo Acquasanta e Marola, l'ultima frazione nel territorio comunale del capoluogo. 

Confina da una parte col torrente Neto, che la separa dalla vicina Fezzano in comune di Portovenere, dall'altra col borgo di Marola. 
Si può dividere in due zone: quella costiera, che si affaccia sul seno del Golfo della Spezia e la zona collinare antistante, a sua volta suddivisa nelle località Costa, Siberia, Mattone, Piano e Pianello.

## Origine del nome
Il nome del paese si deve al suo essere stato, in origine, un piccolo insieme di case affacciate sul mare, da cui "Cà da mare", poi italianizzato nel nome attuale. Si riscontrano anticamente anche le varianti "Cadamaria", "Cademaria", "Cadamari" e il dialettale "Cadamà".

## Storia
La zona dove oggi sorge il paese è una propaggine del monte Castellana che scendendo a mare, ove un tempo si trovava una spiaggia pietrosa. 

La presenza stabile dei primi abitanti ha avuto luogo intorno all'XI secolo quando, in località "Mattone", si formò un piccolo insediamento di abitanti per la probabile presenza di alcune sorgenti di acqua e di una piccola cava di marmo.
Divenuta possedimento genovese, le prime effettive testimonianze su Cadimare si hanno però solo in alcuni atti notarili del XIII secolo raccolti a partire dal 1259 dal notaio portovenerese Giovanni di Giona.
Nel 1606 il Senato genovese vi dispone la costruzione del Forte di san Gerolamo, sull'omonimo promontorio, nel quadro di un generale rafforzamento delle difese militari del Golfo.
Col tempo il borgo si espande, arrivando alla costruzione del primo edificio in pietra nella seconda metà del XVII secolo, il “Casale”, originariamente utilizzato come alloggio degli addetti alle attività e come deposito agricolo.
Nel 1741 avviene la costruzione della chiesa di Santa Maria Nuova, poi intitolata alla Madonna del Pianto, divenuta sede parrocchiale distaccata dal vicino borgo di Marola con Bolla del 1818.
Nel 1784 nel borgo giunge lo studioso e naturalista Lazzaro Spallanzani, informato dal patrizio genovese Girolamo de Marinis dell'esistenza della Polla d'acqua dolce. Si tratta di una visibilissima polla d'acqua dolce e potabile di circa sei metri di diametro che affiora in pieno mare a poca distanza dal promontorio di San Gerolamo .
Tra il  1809 e il 1811 la  Brigata  Napoleonica dei Cartografi guidata dal Capitano  Pierre-Antoine Clerc esegue una mappatura di Cadimare nell'ambito della Costa Ovest del Golfo di Spezia.
La crescita del borgo di Cadimare continua grazie alla costruzione della strada, decisa nel 1812 dall'imperatore Napoleone Bonaparte, che collega La Spezia a Portovenere.
Alla caduta dell'Impero napoleonico, le forze inglesi distruggono la Torre di San Gerolamo (5 aprile 1814).
A partire dalla seconda metà del XIX secolo parte dei terreni del paese sono espropriati e destinati alla costruzione dell'arsenale militare della Spezia, poi aperto nel 1869.
Agli inizi del Novecento la famiglia Faggioni, una delle più antiche famiglie della borgata, avviò un cantiere navale e in conseguenza di tale attività il borgo si popolò di immigrati, soprattutto di origine napoletana, che trovarono lavoro nel cantiere o in alternativa nella pesca. Il maggiore flusso di immigrazione ha avuto luogo nel periodo tra le due guerre, a partire dagli anni '20 e successivamente in maniera più massiccia dopo la seconda guerra mondiale. Il cantiere oltre che una risorsa economica per le famiglie del posto è stato anche una scuola di operai e tecnici ad elevata specializzazione.
Durante la seconda guerra mondiale il cantiere ha avuto dei rallentamenti alle proprie attività per la deportazione del capofamiglia Giovanni Faggioni, riprendendo la piena operatività al suo ritorno nel dopoguerra. 

In particolare il cantiere ha partecipato alla trasformazione delle motonavi "Fede" e "Speranza" utilizzate dagli ebrei sopravvissuti alla Shoah per il loro ritorno in Israele.

Nel 1968, in conseguenza del ritiro dalle attività di Giovanni Faggioni, il cantiere è passato alla cooperativa CLEMNA di cui faceva parte Enrico Faggioni, figlio di Giovanni, che ne divenne prima direttore tecnico e poi presidente. Nel 1998 il cantiere è stato però costretto a chiudere la propria attività a causa delle sopravvenute incompatibilità delle lavorazioni con il vicinissimo centro abitato: con le dimensioni raggiunte dalle navi, le prore delle navi stesse arrivavano a lambire le abitazioni prospicienti. 

Le ultime realizzazioni sono state tre pattugliatori della Classe Sentinella costruiti per la Marina Militare e tre catamarani in alluminio per il trasporto passeggeri nei laghi lombardi.

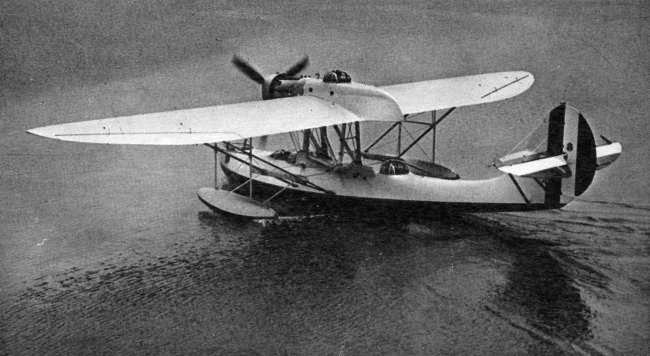
L'idrovolante italiano CANT Z.501
in una foto del 1934.

Nel periodo tra le due guerre mondiali Cadimare è stata dapprima sede dei cantieri Ansaldo per la costruzione di navi militari e poi è stata aeroporto base per idrovolanti della Regia Aeronautica.
Come obiettivo militare Cadimare subì quindi pesanti bombardamenti nel corso del secondo conflitto mondiale.
La località ospita ancora un Centro Logistico di supporto areale dell’Aeronautica, complementare all'Aeroporto di Sarzana-Luni.

Sul piazzale dell'aeroporto, è oggi collocato un aereo Piaggio PD-808. Dove un tempo sorgeva il cantiere navale oggi invece è una piazza.

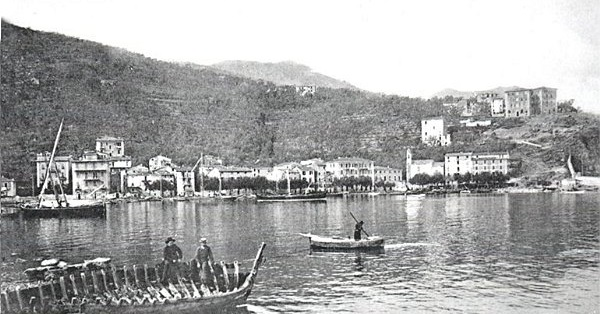
Veduta di Cadimare a fine '800

## Monumenti e luoghi d'interesse

### Architetture religiose
- Chiesa parrocchiale della Madonna del Pianto, risalente al 1741.[7]
- Oratorio di Nostra Signora della Salute.[7]

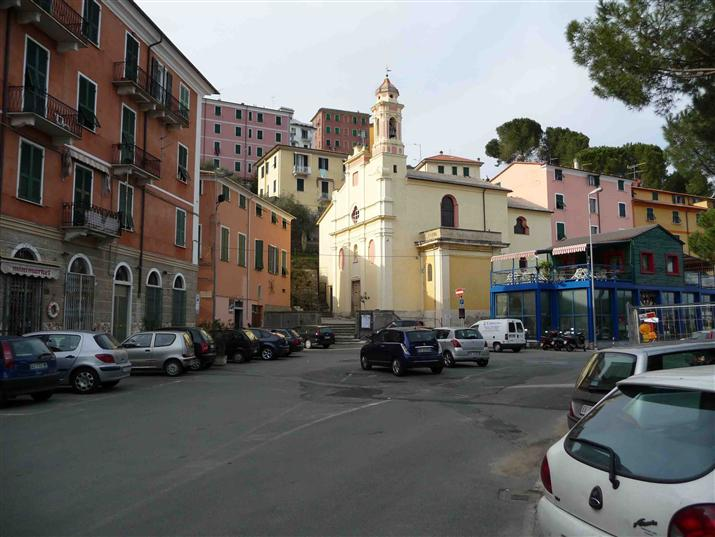
Veduta della Piazzetta di Cadimare e della Chiesa della Madonna del Pianto

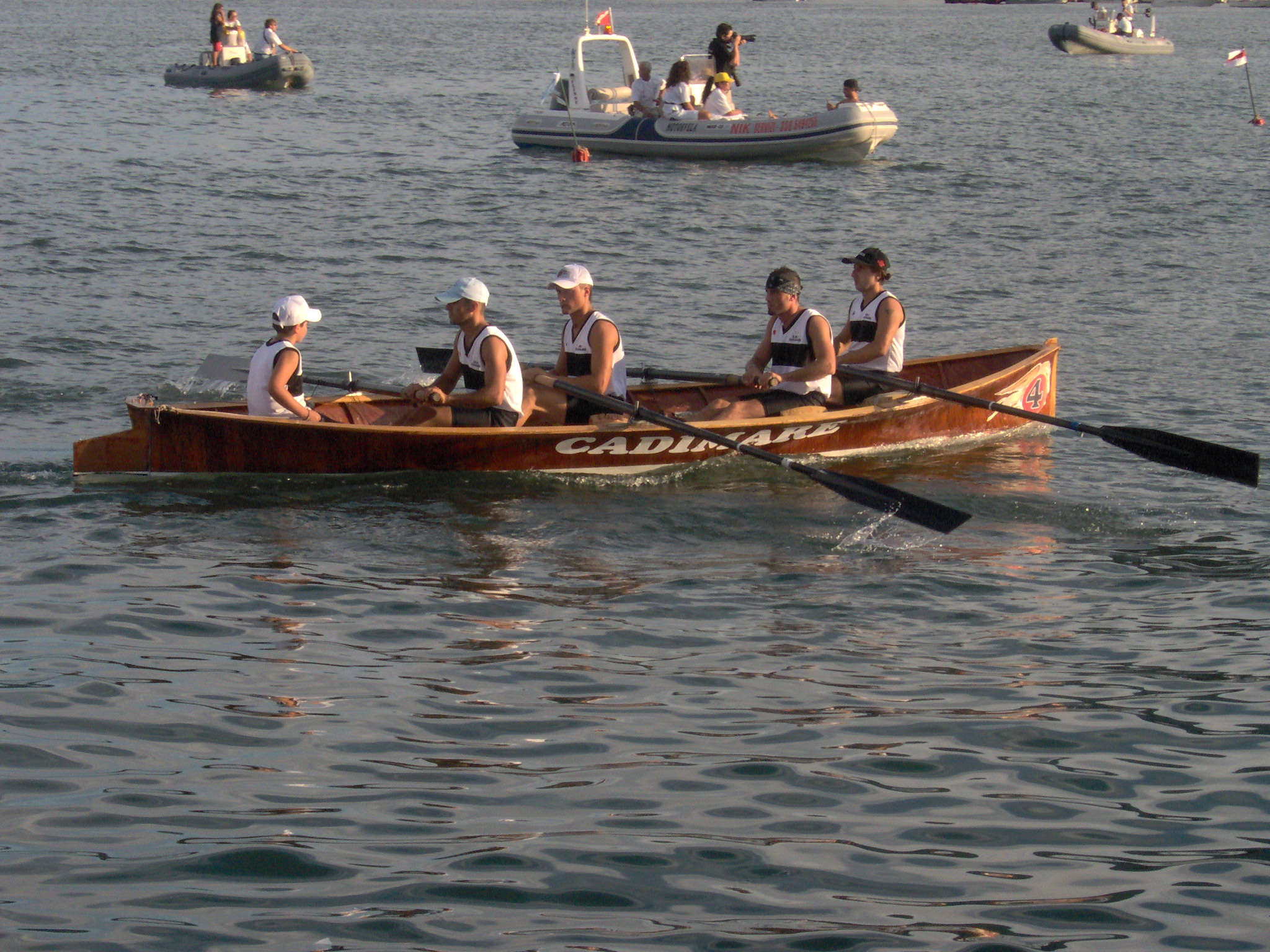
L'armo cadamoto durante l'81° Palio